# Hypanthidioides exilis
Hypanthidioides exilis är en biart som först beskrevs av Jesus Santiago Moure 1947.  Hypanthidioides exilis ingår i släktet Hypanthidioides och familjen buksamlarbin. Inga underarter finns listade i Catalogue of Life.